# Сарнавщина (Конотопский район)
Сарнавщина (укр. Сарнавщина) — село,
Вировский сельский совет,
Конотопский район,
Сумская область,
Украина.
Код КОАТУУ — 5922081105. Население по переписи 2001 года составляло 247 человек.

## Географическое положение
Село Сарнавщина находится на берегу реки Езуч,
выше по течению на расстоянии в 1 км расположен город Конотоп,
ниже по течению на расстоянии в 5 км расположено село Лысогубовка.
К селу примыкает большой лесной массив.

## История
- 1678 — дата основания[2].

## Объекты социальной сферы
- Клуб.
- Фельдшерско-акушерский пункт.